# Patrick Cutrone
Patrick Cutrone (Como, 3 de janeiro de 1998) é um futebolista italiano que atua como atacante. Atualmente joga pelo Como.

## Carreira

### Milan
Em janeiro de 2017, foi promovido a equipe principal do Milan, após a saída de Luiz Adriano.Fez sua estreia como profissional no dia 21 de maio, na vitória por 3 a 0 sobre o Bologna, entrando aos 85 minutos de jogo, no lugar de Gerard Deulofeu.
No dia 3 de agosto, marcou seu primeiro gol com a camisa do Milan em jogo contra o CSU Craiova, pela Liga Europa, na vitória por 2 a 0.

### Wolverhampton
Em 30 de julho de 2019, o Milan anunciou, atráves de um comunicado oficial, a venda de Cutrone ao Wolverhampton, da Inglaterra.

### Fiorentina
No dia 10 de janeiro de 2020, foi anunciado como novo reforço da Fiorentina. O jogador inicialmente chega por empréstimo de dois anos com uma cláusula de exercício obrigatório da opção de compra ao fim deste período.

## Seleção Italiana
Estreou pela Seleção Italiana principal em 23 de março de 2018, entrando no decorrer da partida amistosa contra a Argentina.

## Estatísticas
Atualizado até 8 de março de 2020.

### Clubes
| Equipe            | Temporada         | Campeonato nacional | Campeonato nacional | Copa nacional | Copa nacional | Competições continentais[b] | Competições continentais[b] | Outros torneios | Outros torneios | Total | Total |
| Equipe            | Temporada         | Jogos               | Gols                | Jogos         | Gols          | Jogos                       | Gols                        | Jogos           | Gols            | Jogos | Gols  |
| ----------------- | ----------------- | ------------------- | ------------------- | ------------- | ------------- | --------------------------- | --------------------------- | --------------- | --------------- | ----- | ----- |
| Milan             | 2016–17           | 1                   | 0                   | –             | –             | –                           | –                           | –               | –               | 1     | 0     |
| Milan             | 2017–18           | 28                  | 10                  | 5             | 2             | 13                          | 6                           | –               | –               | 46    | 18    |
| Milan             | 2018–19           | 34                  | 3                   | 3             | 2             | 5                           | 4                           | 1               | 0               | 43    | 9     |
| Milan             | Total             | 63                  | 13                  | 8             | 4             | 18                          | 10                          | 1               | 0               | 90    | 27    |
| Wolverhampton     | 2019–20           | 12                  | 2                   | 2             | 1             | 10                          | 0                           | 0               | 0               | 24    | 3     |
| Wolverhampton     | Total             | 12                  | 2                   | 2             | 1             | 10                          | 0                           | 0               | 0               | 24    | 3     |
| Fiorentina        | 2019–20           | 7                   | 0                   | 2             | 1             | –                           | –                           | –               | –               | 9     | 1     |
| Fiorentina        | Total             | 7                   | 0                   | 2             | 1             | 0                           | 0                           | 0               | 0               | 9     | 1     |
| Total na carreira | Total na carreira | 82                  | 15                  | 12            | 6             | 28                          | 10                          | 1               | 0               | 123   | 31    |

- b. ^ Jogos da  Liga Europa da UEFA

### Seleção
| Itália | Itália | Itália |
| Ano    | Jogos  | Gols   |
| ------ | ------ | ------ |
| 2018   | 1      | 0      |
| 2019   | 0      | 0      |
| Total  | 1      | 0      |

## Títulos

### Prêmios individuais
- 23º melhor jovem do ano de 2017 (FourFourTwo)[9]